# Ferrari 412T1
Der Ferrari 412T1 war ein Monoposto der Scuderia Ferrari, der 1994 in der Formel-1-Weltmeisterschaft eingesetzt wurde.

## Benennung
Die Bezeichnung 412T1 leitet sich von der Anzahl der Ventile pro Zylinder ab (4), 12 steht für die Anzahl der Zylinder des Motors. Das T bezieht sich auf das Quer eingebaute Getriebe.

## Lackierung und Sponsoring
Der 412T1 war in klassischem Rosso Corsa lackiert. Größter Sponsor der Scuderia Ferrari war der Tabakkonzern Philip Morris International, der mit seiner Zigarettenmarke Marlboro auf dem Heckflügel und seitlich auf der Motorabdeckung warb. Weitere größere Geldgeber waren der Unterhaltungselektronikhersteller Pioneer und das Mineralölunternehmen Agip.

## Fahrer
Wie auch im Vorjahr waren Jean Alesi und Gerhard Berger die Stammfahrer der Scuderia Ferrari. Für die Großen Preise des Pazifiks und von San Marino wurde der verletzte Alesi durch Nicola Larini ersetzt.

## Technik und Erfolge

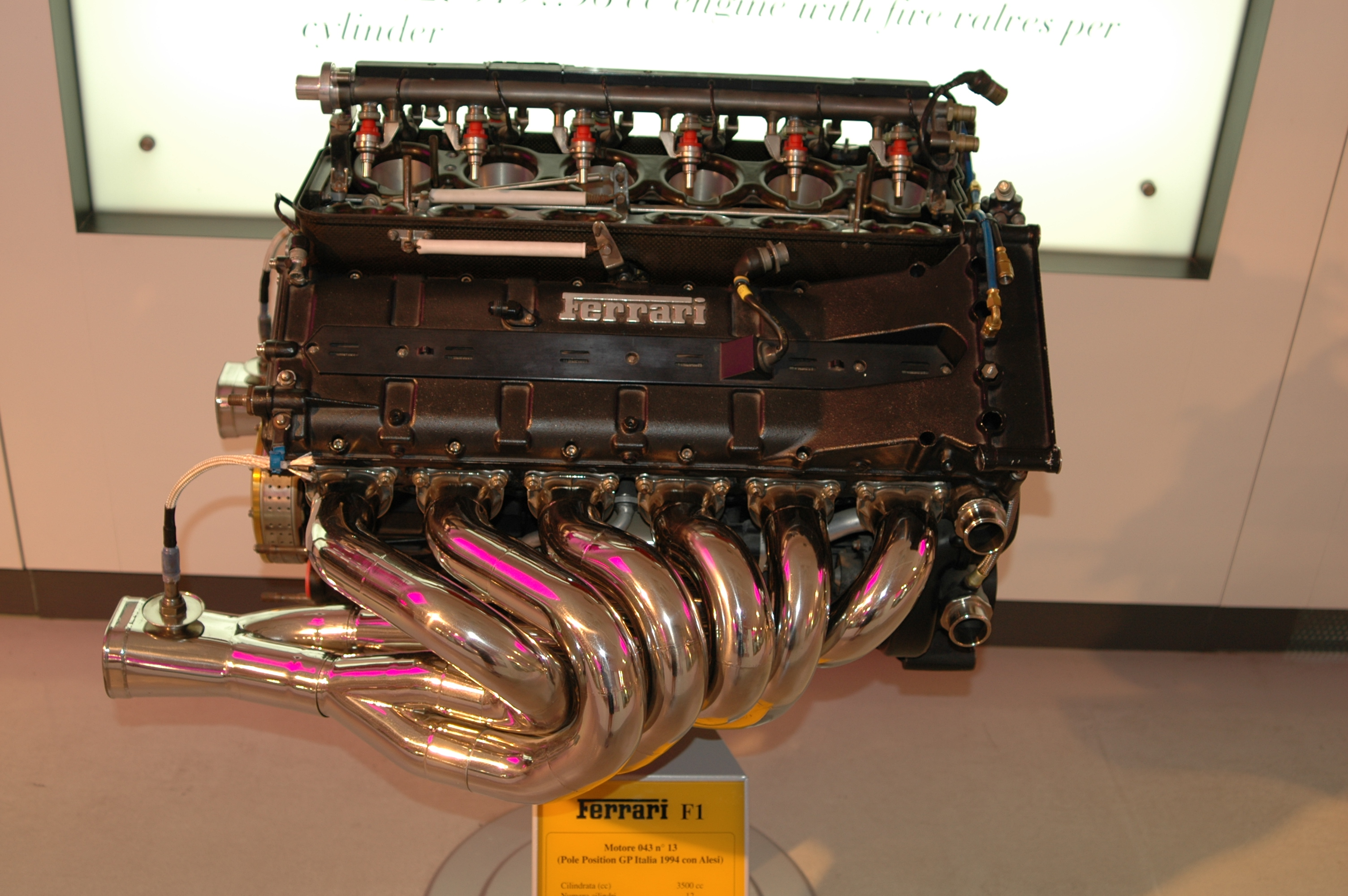
Ferrari-Zwölfzylinder Tipo 043

Nachdem 1993 das Verbot sämtlicher elektronischer Fahrhilfen für 1994 bekannt gegeben wurde, entwickelte Ferrari das Vorjahresmodell F93A zugunsten des F412T1 nicht mehr weiter. Insbesondere das Verbot der aktiven Radaufhängung half der Scuderia, da die aktive Radaufhängung im Vorjahr nicht zuverlässig funktionierte.
Angetrieben wurde der 412T1 durch den Zwölfzylindermotor Tipo 041, welcher ab dem Großen Preis von San Marino durch den Tipo 043 ersetzt wurde, der mehr als 800 PS leistete. Die höhere Nase des 412T1 wurde schon am Vorgänger F93A benutzt und entgegen dem allgemeinen Trend auch beibehalten. Lediglich Benetton probierte ebenfalls diese Lösung aus. Allerdings war die Nase des Benetton deutlich höher. Die Grundidee der hohen Nase stammte aus dem Jahr 1990, als das Tyrrell-Team diese Form am 019 erstmals präsentierte.
Nach der erfolglosen Vorsaison war Ferrari wieder deutlich konkurrenzfähiger. Mit Gerhard Bergers Sieg in Deutschland endete für Ferrari eine 57 Rennen andauernde Durststrecke ohne Sieg. Insgesamt stand 10-mal ein Pilot der Scuderia auf dem Podium. Dennoch war der 412T1 ein über weite Strecken unzuverlässiger Rennwagen, was oft ein besseres Ergebnis vereitelte. Am Ende der Saison konnte Ferrari mit 71 Weltmeisterschaftspunkten immerhin den dritten Platz der Konstrukteurswertung erobern, hinter Williams-Renault und Benetton-Ford.

## Ergebnisse
| Fahrer                          | Nr.                             | 1   | 2   | 3   | 4 | 5   | 6 | 7   | 8   | 9   | 10  | 11  | 12  | 13  | 14 | 15  | 16 | Punkte | Rang |
| ------------------------------- | ------------------------------- | --- | --- | --- | - | --- | - | --- | --- | --- | --- | --- | --- | --- | -- | --- | -- | ------ | ---- |
| Formel-1-Weltmeisterschaft 1994 | Formel-1-Weltmeisterschaft 1994 |     |     |     |   |     |   |     |     |     |     |     |     |     |    |     |    | 71     | 3.   |
| J. Alesi                        | 27                              | 3   |     |     | 5 | 4   | 3 | DNF | 2   | DNF | DNF | DNF | DNF | DNF | 10 | 3   | 6  | 71     | 3.   |
| N. Larini                       | 27                              |     | DNF | 2   |   |     |   |     |     |     |     |     |     |     |    |     |    | 71     | 3.   |
| G. Berger                       | 28                              | DNF | 2   | DNF | 3 | DNF | 4 | 3   | DNF | 1   | 12  | DNF | 2   | DNF | 5  | DNF | 2  | 71     | 3.   |

| Legende  | Legende            | Legende                                                          |
| Farbe    | Abkürzung          | Bedeutung                                                        |
| -------- | ------------------ | ---------------------------------------------------------------- |
| Gold     | –                  | Sieg                                                             |
| Silber   | –                  | 2. Platz                                                         |
| Bronze   | –                  | 3. Platz                                                         |
| Grün     | –                  | Platzierung in den Punkten                                       |
| Blau     | –                  | Klassifiziert außerhalb der Punkteränge                          |
| Violett  | DNF                | Rennen nicht beendet (did not finish)                            |
| Violett  | NC                 | nicht klassifiziert (not classified)                             |
| Rot      | DNQ                | nicht qualifiziert (did not qualify)                             |
| Rot      | DNPQ               | in Vorqualifikation gescheitert (did not pre-qualify)            |
| Schwarz  | DSQ                | disqualifiziert (disqualified)                                   |
| Weiß     | DNS                | nicht am Start (did not start)                                   |
| Weiß     | WD                 | zurückgezogen (withdrawn)                                        |
| Hellblau | PO                 | nur am Training teilgenommen (practiced only)                    |
| Hellblau | TD                 | Freitags-Testfahrer (test driver)                                |
| ohne     | DNP                | nicht am Training teilgenommen (did not practice)                |
| ohne     | INJ                | verletzt oder krank (injured)                                    |
| ohne     | EX                 | ausgeschlossen (excluded)                                        |
| ohne     | DNA                | nicht erschienen (did not arrive)                                |
| ohne     | C                  | Rennen abgesagt (cancelled)                                      |
| ohne     | keine WM-Teilnahme |                                                                  |
| sonstige | P/fett             | Pole-Position                                                    |
| sonstige | 1/2/3/4/5/6/7/8    | Punktplatzierung im Sprint-/Qualifikationsrennen                 |
| sonstige | SR/kursiv          | Schnellste Rennrunde                                             |
| sonstige | *                  | nicht im Ziel, aufgrund der zurückgelegten Distanz aber gewertet |
| sonstige | ()                 | Streichresultate                                                 |
| sonstige | unterstrichen      | Führender in der Gesamtwertung                                   |